# Keria Groupe
 (janvier 2023).
 (mai 2022).
Il peut être nécessaire de l'améliorer pour respecter le principe de neutralité de point de vue. Veuillez consulter la page de discussion pour plus de détails.

Keria était un groupe français de distribution spécialisé dans l’aménagement et la décoration de la maison. Créé le 1er juillet 1982 par Marcel Barbe, ce groupe est exclusivement présent en France sur le territoire métropolitain et sur l'île de la Réunion. En 2022, Keria compte 70 magasins. Son siège se situe à Échirolles dans le département de l’Isère. L’entreprise débute en commercialisant des luminaires, puis se diversifie en proposant des meubles, de la literie et du linge de maison.
Racheté par le Groupe Eglo Luminaire France en 2024 à l’occasion du redressement judiciaire du groupe Keria, les trois sociétés (Holding, Magasin et Internet) sont à placées en procédure collective le 2 mai 2025.
La holding et les magasins sont placés en redressement avant d’être placé en liquidation le 22 juillet 2025 tandis que la filiale internet est mise en liquidation le 2 mai 2025.

## Histoire
Le 1er septembre 1982, Marcel Barbe ouvre le premier magasin Keria dans la périphérie de Grenoble à Saint-Martin-d'Hères. 
De 1982 à 1993, l’entreprise se développe avec 20 magasins et vend une collection de luminaires. 
Keria entre dans une seconde phase « d’expansion » de 1994 à 2004. Christian Barbe intègre le groupe et travaille sur le déploiement de l'entreprise avec une ouverture de 80 magasins sur tout le territoire français. Les points de vente de l'enseigne sont situés dans les zones commerciales ou en zone périurbaines. 
Aurélie Hours, une des filles de Marcel Barbe, rejoint le groupe en 2005. Elle élabore avec l'équipe des produits la collection et le concept Keria[source secondaire souhaitée]. A la même période, Frédéric Barbe, autre fils du fondateur, prend en charge la gestion de l’immobilier de l'entreprise[source secondaire souhaitée]. 
De 2008 à 2012, le groupe Keria fait l'acquisition de la marque Laurie Lumière, puis se diversifie avec les acquisitions de Tousalon, Place de La Literie et Monteleone Linge de maison,. L’ensemble de ces enseignes compte 260 magasins. Keria développe à partir de 2009 son site de vente en ligne. 
En 2019, Keria cède les marques Tousalon et Place de la Literie pour se recentrer sur son activité principale : le luminaire. Les marques Laurie Lumière et Keria Luminaires fusionnent pour devenir une seule entité : Keria Laurie Lumière. En 2019, le groupe entame sa transformation digitale et accentue le développement de son activité de commerce en ligne.
Depuis 2020, Keria Groupe s'investit dans les marchés du luminaire et de l’équipement de la maison. Philippe Cailleux, nommé Président du directoire, et Antoine Tassigny, affecté au poste de directeur général, affinent la stratégie du groupe. L'entreprise renforce son positionnement d’acteur multi-canal et élargit son activité sur le Web en 2021, avec la reprise du site de vente en ligne Luminaires Online. Il acquiert ensuite, en 2022, le site de vente en ligne lightonline.fr,,,,.
A nouveau en difficulté en 2023, le groupe est placé en redressement judiciaire (Holding et Magasins) et racheté par le Groupe Eglo Luminaire.
Le nouvel actionnaire ferme Luminaires-online, et converti Keria.com à la vente des produits Eglo, concentrant la vente en ligne sur Lightonline.
Après avoir repris le stock des filiales en 2024, le Groupe Eglo Luminaire est devenu le seul fournisseur des sociétés du groupe Keria.
En mai 2025, le Groupe Eglo décide de placer en cessation de paiement les trois sociétés du groupe Keria, dont la filiale web Keria Living Web en liquidation directe.